# Минами-Ринкан
Станция Минами-Ринкан (яп. 南林間駅 минами ринкан эки) — железнодорожная станция на линии Эносима, расположенная в городе Ямато, префектуры Канагава. Станция расположена в 36,8 километра от конечной станции линий Одакю - Синдзюку. Станция была открыта 1-го апреля 1929 года под названием Минами-Ринкайтоси (яп. 南林間都市). 15-октября 1941 года получила своё нынешнее название.

## Планировка станции
2 пути и две платформы бокового типа.
| 1 | ■ Линия Эносима | Фудзисава,Катасэ-Эносима |
| 2 | ■ Линия Эносима | Сагами-Оно,Синдзюку      |

## Близлежащие станции
| «             |               | Линия            |               | »             |
| Линия Эносима | Линия Эносима | Линия Эносима    | Линия Эносима | Линия Эносима |
| ------------- | ------------- | ---------------- | ------------- | ------------- |
| Тюо-Ринкан    |               | Express (急行)   |               | Ямато         |
| Тюо-Ринкан    |               | Local (各駅停車) |               | Цурума        |